# Luis Guilherme
Luis Guilherme Lira dos Santos, noto semplicemente come Luis Guilherme (Aracaju, 9 febbraio 2006) è un calciatore brasiliano, centrocampista del West Ham Utd.

## Carriera

### Club
Luis Guilherme ha giocato in numerose scuole di calcio nella sua città natale prima di passare al Palmeiras nel 2017. Ha firmato il suo primo contratto da professionista con il club nel giugno 2022.
Nel 2023 è stato promosso in prima squadra dove ha esordito il 13 aprile sostituendo José Manuel López nel secondo tempo nella vittoria casalinga per 4-2 sul Tombense, in Coppa del Brasile. Due giorni più tardi ha esordito in Série A nella vittoria casalinga per 2-1 sul Cuiabá.
Il 13 giugno 2024 viene acquistato dal West Ham Utd.

### Nazionale
Ha giocato nella nazionale brasiliana Under-17.
Nel dicembre del 2022 è stato incluso nella rosa brasiliana partecipante al campionato sudamericano Under-20 del 2023, tenutosi in Colombia. Il 23 febbraio si è laureato campione grazie alla vittoria per 2-0 sull'Uruguay.

## Statistiche

### Presenze e reti nei club
Statistiche aggiornate al 29 settembre 2023.
| Stagione        | Squadra         | Campionato      | Campionato | Campionato | Coppe nazionali | Coppe nazionali | Coppe nazionali | Coppe continentali | Coppe continentali | Coppe continentali | Altre coppe | Altre coppe | Altre coppe | Totale | Totale | Totale |
| Stagione        | Squadra         | Comp            | Pres       | Reti       | Comp            | Pres            | Reti            | Comp               | Pres               | Reti               | Comp        | Pres        | Reti        | Pres   | Reti   |        |
| --------------- | --------------- | --------------- | ---------- | ---------- | --------------- | --------------- | --------------- | ------------------ | ------------------ | ------------------ | ----------- | ----------- | ----------- | ------ | ------ | ------ |
| 2023            | Palmeiras       | A1/SP+A         | 0+13       | 0          | CB              | 5               | 0               | CL                 | 2                  | 0                  |             | -           | -           | 20     | 0      |        |
| Totale carriera | Totale carriera | Totale carriera | 13         | 0          |                 | 5               | 0               |                    | 2                  | 0                  |             | -           | -           | 20     | 0      |        |

## Palmarès

### Club

#### Competizioni statali
- Campionato paulista: 2

Palmeiras: 2023, 2024

#### Competizioni nazionali
- Campionato brasiliano: 1

Palmeiras: 2023

### Nazionale
- Campionato sudamericano Under-20: 1

Colombia 2023